# Dommage personnel
Dommage personnel (Personal Injuries) est un thriller judiciaire américain de Scott Turow, paru en 1999.
La traduction de Stéphane Carn paraît aux Éditions Jean-Claude Lattès, en 2000,. 
Dommage personnel prolonge l’examen que Turow a entrepris, dans son œuvre de fiction, du système judiciaire à travers ses personnages faulknériens, tels l’avocat Robbie Feaver, l’agent du FBI Evon Miller, le procureur fédéral Stan Sennett et le juge Brendan Tuohey, qui sont au cœur de l'intrigue que développe le roman. L’action se passe dans le comté imaginaire de Kindle, dans le Midwest américain. 

## Résumé
Robbie Feaver consulte l’avocat George Mason, le narrateur du livre. Feaver reconnaît avoir soudoyé plusieurs juges de la division des procès civils de la Cour supérieure pour obtenir des jugements favorables, et ce depuis des années. Le procureur fédéral Stan Sennett découvre le secret de Feaver et veut négocier une entente avec celui-ci pour remonter jusqu’à la tête du système de corruption judiciaire dans la région métropolitaine, soit le juge Brendan Tuohey, successeur présomptif du juge en chef de la Cour supérieure du comté de Kindle. On met alors au point une opération d’infiltration pour démasquer les coupables. Le roman développe l’enquête menée par le FBI à travers un réseau complexe d’écoute téléphonique, de caméras cachées et d’espions branchés. 
Tout au long du suspense juridique, Turow approfondit sa réflexion sur la nature des loyautés personnelles et sur la zone grise qui existe entre la déontologie professionnelle et la pratique du droit.

## Prix et récompenses
Time Magazine a sélectionné Personal Injuries comme meilleur ouvrage de fiction en 1999.